# Municipio de Blaine (condado de Antelope)
El municipio de Blaine (en inglés: Blaine Township) es un municipio ubicado en el condado de Antelope en el estado estadounidense de Nebraska. En el año 2010 tenía una población de 148 habitantes y una densidad poblacional de 1,6 personas por km².

## Geografía
El municipio de Blaine se encuentra ubicado en las coordenadas 42°13′15″N 98°7′45″O / 42.22083, -98.12917. Según la Oficina del Censo de los Estados Unidos, el municipio tiene una superficie total de 92.77 km², de la cual 92,76 km² corresponden a tierra firme y (0,01 %) 0,01 km² es agua.

## Demografía
Según el censo de 2010, había 148 personas residiendo en el municipio de Blaine. La densidad de población era de 1,6 hab./km². De los 148 habitantes, el municipio de Blaine estaba compuesto por el 100 % blancos. Del total de la población el 0 % eran hispanos o latinos de cualquier raza.